# Sephyx
Xander Thoen (Países Bajos, 22 de octubre de 1996), conocido artísticamente como Sephyx es un DJ y productor holandés orientado al Hardstyle.

## Carrera
Xander comenzó a tocar la guitarra a la edad de 8 años. De inmediato se hizo evidente que tenía un sentimiento extraordinario para la música. Un amplio interés en todos los géneros de la música lo llevó al estilo duro, al instante se enamoró del sonido. En el verano de 2012 comenzó a producir sus propias pistas lo que resultó en un nuevo episodio de su carrera musical: un contrato en Dirty Workz a la edad de solo 17 años. A fines de mayo de 2014, Sephyx lanzó su primer EP llamado: "Creation on Air". Desarrollando su propio estilo, la escena de hardstyle pronto reconoció su sonido único. Gallinaceo, Solaris, New Life, Breathing Earth y My Heart son buenos sucesores del "Creation 4 Pack". Y cada sucesor se volvió más exitoso llegando más alto en los gráficos de hardstyle

## Discografía

### Álbumes de estudio
- 2019: Resolute

### Sencillos
2013
- Revenge

2014
- Creation of Air EP
- Creation of Water EP
- Creation of Earth EP

2015
- Creation of Fire
- Gallinaceo
- Solaris
- Crime For Love
- New Life
- Breathing Earth
- My Heart

2016
- Let Em Fly
- Everlasting
- Imagination
- You Got The Rhythm

2017
- Where It Hurts (con BONNIE & CLYDE) [ Dirty Workz ]
- Future [ Dirty Workz ]
- Tree Of Life [ Dirty Workz ]
- Save Me [ Dirty Workz ]
- Lights [ Revealed Recordings ]
- Heart of Gold (con Robert Falcon) [ Revealed Recordings ]
- Monster [ Dirty Workz ]
- Sound Of Sephyx [ Dirty Workz ]

2018
- Freedom
- Demons [ Dirty Workz ]
- This Is Special (con Da Tweekaz) [ Dirty Workz ]
- Indestructible [ Toffmusic BVBA ]

2019
- Breathe Hardstyle (con Syren) [ Dirty Workz ]
- Almost Home [ Dirty Workz ]
- I Could Be Yours [ Dirty Workz ]
- Through The Silence [ Dirty Workz ]
- Artifact [ Dirty Workz ]
- Galaxies Collide [ Dirty Workz ]

2020
- Higher [ Dirty Workz ]
- Journey [ Dirty Workz ]
- Kingdoms Fall [ Dirty Workz ]
- Futuristic Masterminds [ Dirty Workz ]
- Into The Light [ Dirty Workz ]

2021
- Whatever It Takes [ Basscon Records ]
- Devil In The Eyes [ Art Of Creation ]
- Youngblood (con Nosecontrollers) [ Art Of Creation ]
- The Game [ Art Of Creation ]
- Blackened Heart [ Art Of Creation ]
- Defend The Heart (con Headhunterz) [ Art Of Creation ]

### Remixes
- 2015: Hardwell feat. Jake Reese - Mad World (Sephyx Remix)
- 2016: The Chainsmokers - Don't Let Me Down (Hardwell & Sephyx Remix)